# روانکاری با نانو الماس
روان‌کننده ماده‌ای است که با قرار گرفتن بین سطوح باعث پایین آوردن نیروی مقاومت در برابر حرکت و به تعبیری نیروی اصطکاک بین آنها شده و در نتیجه کاهش نیروی لازم برای شروع و تداوم حرکت نسبی سطوح می‌شود. چنانچه بتوان به‌طور مطلق از تماس سطوح دارای حرکت نسبی با یکدیگر جلوگیری کرد در این صورت می‌توان اصطکاک و ساییدگی را از میان برد. از وظایف اصلی یک روان‌کننده از بین بردن اصطکاک و ساییدگی است و با استفاده از نانو افزودنی‌ها در این فرایند علاوه بر کارکرد بهتر قطعات، از فرسودگی زودرس آنها کاسته و هزینه‌های گاهی تحمیلی کاسته خواهد شد. با استفاده از نانو ذراتی که خاصیت نشر و انتقال حرارت زیادی داشته باشند، این مهم به‌طور محسوس، نمایان می‌شود و به دلیل پایداری یکسان بودن نانو ذرات در تمام فضاهایی که روغن در آن جریان دارد، حرارت یکنواخت انتشار می‌یابد و در عین حال اکسیدکنندگی روغن یا روان‌ساز را کاهش می‌دهند.

## انواع روانکارها
پر مصرف‌ترین و معروف‌ترین روغن‌های روانکار، روغن‌های موتور هستند که علاوه بر کاهش اصطکاک بین قطعات و جلوگیری از سائیدگی قطعات موتور، وظایف دیگری چون خنک کردن موتور، گرفتن ضربه، انتقال ذرات ریز فلزات و گرد و خاک از داخل موتور به فیلتر روغن و جلوگیری از رسوب دوده در رینگ‌ها، سوپاپها و غیره و تمیز نگه داشتن قطعات موتور را نیز به عهده دارند. به منظور حصول به روانکار با خصوصیات مطلوب و مناسب برای هر کاربرد مشخص، امروزه انواع افزودنی‌ها با عملکردهای مختلف، به روغن پایه افزوده می‌شوند. این افزودنی‌ها می‌توانند هر یک از وظایف بهبود روانکاری، خواص ضد خوردگی و ضد اکسیداسیون، گرانروی، پاک کنندگی و غیره را در ترکیب، به عهده داشته باشند.

## کارکرد نانو ذرات
نانو تکنولوژی یا آرایش اتم‌ها در مقیاس نانومتری، همان کنار هم قرار گرفتن صدها اتم در ابعاد چند نانومتر است که خصوصیات جدید و ممتازی را نتیجه می‌دهد. این تکنولوژی در زمینه‌های مختلف علم وارد شده و در صنایع مختلف نیز، محصولاتی بر این پایه ایجاد شده‌است. در این میان، افزودنی‌های روغن موتور و سوخت نیز تحت تأثیر نانوتکنولوژی قرار گرفته و محصولات مربوط وارد بازار شده‌است. نانو ذرات به دلیل اندازه کوچک می‌توانند فواصل میکروسکوپی ایجاد شده بین سطوح را که در اثر درگیر بودن قطعات ایجاد شده، ترمیم کنند و این امر، کاهش اصطکاک را به دنبال دارد. کاهش مصرف سوخت، کاهش گازهای آلاینده خروجی از اگزوز، ترمیم آسیب دیدگی‌های قطعات درگیر در موتور، افزایش شتاب اولیه خودرو، پوشش‌دهی یک لایه از نانو ذرات بر روی قطعات داخلی موتور و کاهش اتلاف انرژی تولیدی در موتور به صورت حرارت از جمله مزایای این مواد است.

## افزودنی نانو الماس

تجزیه و تحلیل tRNA-nanodiamond

الماس از کربن خالص تشکیل شده و سیستم تبلور آن مکعبی ساده (Cubic) است. وزن مخصوص الماس g/cm 5 ضریب شکست آن ۴۲/۲ و سختی آن در مقیاس موس، مساوی ۱۰ است. الماس دارای مصارف صنعتی و زینتی است. گرچه الماس بیشتر به عنوان بخش زینت شناخته می‌شود، ولی بیش از ۸۰ درصد آن به مصارف صنعتی می‌رسد. مصارف عمده الماس در صنعت جهت برش مواد بسیار سخت نظیر فولادهای آلیاژی و کاربید تنگستن، ساییدن، اره کردن سنگ و بتن و حفاریها و بخش عمده ای هم بعنوان افزودنی به روغن‌های روان‌کننده و روان کاوها بکار می‌رود.
نانو الماس از جمله افزودنی‌های روغن و مواد روان‌کننده است. این نانو ذرات در ترکیب با روانکارها، ضریب اصطکاک سطوح درگیر را به‌طور چشمگیری کاهش می‌دهد. نانو الماس نوع جدیدی از دیاموندهای سنتزی است که ضمن عمل روان‌کنندگی، لایه نازکی بر روی سطح تماس ایجاد می‌کند و نانو الماس ذرات منافذ ریز موجود بر سطوح را پر می‌کند. یکی دیگر از خصوصیات نانو الماس، شکل کروی این ذرات نانویی است که اندازه این ذرات ۴ تا ۶ نانومتر است. علاوه بر آن، این نانوذرات دارای خاصیت نشر و انتقال حرارت بالایی است.

## سازوکار نانو الماس

پودر نانو الماس

پودر نانو الماس، به روغن موتور افزوده می‌شود و سوسپانسیون پایداری ایجاد می‌کند. نانو الماس موجود در روغن بر روی سطوح در تماس با روغن، لایه‌ای تشکیل می‌دهد و دانه‌های فوق‌العاده ریز آن در خلل و فرج سطح جای می‌گیرند و سطح کاملاً صافی را تشکیل می‌دهند. با اضافه نمودن پودر سیاه نانو الماس (۰٫۵ درصد وزنی) در روغن‌های روان‌کننده مایع، ضریب اصطکاک روان‌کننده کاهش می‌یابد. نانو الماس توزیع شده در روان‌کننده، لایه فیلمی بر روی سطح تماس ایجاد می‌نماید و نانو ذرات منافذ ریز موجود بر روی سطح را پر می‌نمایند، علاوه بر آن نانو الماس به صورت ذرات کروی شکل و فوق‌العاده سخت می‌باشد که به صورت حرکت چرخشی عمل می‌نمایند؛ بنابراین با تبدیل حرکت اصطکاکی لایه‌ها بر روی هم به حرکت چرخشی، نانو ذرات سبب کاهش قابل توجه اصطکاک می‌شوند.